# László Glózer
László Glózer, auch Laszlo Glozer (* 14. November 1936 in Szombathely, Ungarn), ist ein deutsch-ungarischer Kunsthistoriker und Kunstkritiker.

## Leben
Glózer floh 1956 nach Westdeutschland. Er studierte Kunstgeschichte, Philosophie und Archäologie an der Albert-Ludwigs-Universität Freiburg und der Ludwig-Maximilians-Universität München. Ab 1965 verfasste er Rezensionen für die Frankfurter Allgemeine Zeitung und ab 1970 für die Süddeutsche Zeitung. Von 1971 bis 1985 war er Mitglied der Redaktion der Süddeutschen Zeitung. In den Jahren 1979 bis 1981 kuratierte er mit Kasper König die vielbeachtete internationale Ausstellung Westkunst, die 1981 in Köln stattfand, und gab den Ausstellungskatalog hierzu heraus. In dieser Arbeit über die zeitgenössische Kunst der Moderne des Westens schrieb er ihr Universalität zu und charakterisierte sie durch die Formel „Abstraktion als Weltsprache“. Entstanden sei sie als „kulturpolitische Folge des Weltkrieges“. Als „Ausstieg aus dem Bild“ bezeichnete Glózer Neuerungen in Kunstpraktiken der 1960er Jahre, die zur Aktionskunst überleiteten.
Von 1984/1985 bis 2003 lehrte er als Professor für Neuere Kunstgeschichte an der Hochschule für bildende Künste Hamburg. 1987/1988 war er Fellow des Wissenschaftskollegs zu Berlin.

## Veröffentlichungen (Auswahl)
- Westkunst. Zeitgenössische Kunst seit 1939. Köln 1981.
- Wols Photograph. München 1978.
- Picasso und der Surrealismus. Köln 1974.
- Kunstkritiken. Köln 1974.